# جراند ريفيري دو نورد
جراند ريفيري دو نورد هي مدينة من مدن هايتي. يبلغ ارتفاع المدينة عن سطح البحر قرابة 91 متر.

## أعلام
- فيليب غيرييه